# Svedmyra (metropolitana di Stoccolma)
Svedmyra è una stazione della metropolitana di Stoccolma.
Situata presso il quartiere di Stureby, a sua volta incluso all'interno della circoscrizione di Enskede-Årsta-Vantör, la fermata è posizionata sul percorso della linea verde T19 della rete metroviaria locale fra le stazioni Sockenplan e Stureby.
La sua apertura ufficiale ebbe luogo il 9 settembre 1951, proprio come tutte le altre stazioni comprese nella sezione tra Gullmarsplan e Stureby; tuttavia già dall'anno 1930 era qui in funzione la Örbybanan, un servizio di trasporto pubblico su rotaia.
La piattaforma è collocata in superficie, tra le strade Tussmötevägen e Öknebovägen. Progettata dall'architetto Peter Celsing, la stazione presenta contributi artistici dello scultore Torgny Larsson e del ceramista Barbro Johansson.
L'utilizzo medio quotidiano durante un normale giorno feriale è pari a 2.600 persone circa.

## Tempi di percorrenza
| Linea | Capolinea       | Tempo  | Stazione                                                  | Tempo                                    |
| T19   | Hagsätra        | 9 min  | Gullmarsplan Slussen Gamla stan T-Centralen Alvik Åkeshov | 7 min 11 min 12 min 15 min 29 min 39 min |
| T19   | Hässelby strand | 48 min | Gullmarsplan Slussen Gamla stan T-Centralen Alvik Åkeshov | 7 min 11 min 12 min 15 min 29 min 39 min |